# Lara de los Infantes

Armes primitives de la casa de Lara.

Lara de los Infantes és una població de la província de Burgos en la comunitat autònoma de Castella i Lleó (Espanya) de 26 habitants. És la seu de l'ajuntament de Jurisdicción de Lara, al qual pertanyen altres localitats com Paúles de Lara, La Aceña i Vega de Lara. Està situada a la comarca de Serra de la Demanda, a 45 quilòmetres de Burgos
Antigament la zona formava part de l'Alfoz de Lara, on la casa de Lara tenia la seva base patrimonial.

## Monuments
- Església Parroquial Nuestra Señora de la Natividad, conserva notables restes romàniques.
- Castell de Lara, fundat el 902 per Gonçal Fernández, pare de Fernán González, i on aquest últim va créixer.
- Font romana, que reflecteix a la importància de Lara de los Infantes durant l'època romana.